# 逸見太郎
逸見 太郎（いつみ たろう、1972年（昭和47年）12月24日 - ）は、日本の俳優、タレント、司会者。東京都出身。既婚。1児の父。

## 来歴
逸見政孝（フリーアナウンサー、タレント、司会者）の長男。妹の逸見愛共々、いわゆる「二世タレント」の1人である。
中学1年生だった1985年8月12日に一家で父の生まれ育った大阪に帰省する際、日本航空123便に搭乗予定だったが、母・晴恵が「4人だったら新幹線の方が安い」と父・政孝に提案して、直前に東海道新幹線に変更したため、その墜落事故から逃れることができた。
15歳でイギリス、続いてアメリカボストンのエマーソン大学に留学し、同大学を卒業している。
帰国後の1998年、政孝の親友である北野武監督の映画『HANA-BI』で俳優デビュー。その後、テレビドラマや舞台に出演するほか、得意なスポーツを活かしてスポーツ番組にも出演している。
当初は芸名をTAROにしようと思い、北野武に相談したが、「犬じゃねぇんだから」と一蹴され、本名のまま活動することにした。
2003年頃からあまり仕事のない状態が続き、芸能人としては長く冬の時代を過ごしていた。
2009年1月よりTOKYO MXの夕方帯番組『5時に夢中!』の司会に抜擢。父の政孝も『FNNスーパータイム』のニュースキャスターを務めており、親子2代にわたり夕方の帯番組の司会を務めることとなった。番組内では基本的にスーツ姿だが、蝶ネクタイを付けて出演することもあり、番組のスペシャルウィークや出演者の誕生日に付けることが多い。出演者からは「太郎ちゃん」の愛称で呼ばれ、親しまれていた（毎回日焼けをしすぎていることなどをイジられていた）。
2011年4月2日より、『5時に夢中!』の姉妹番組である『5時に夢中!サタデー』の司会を、また同年5月1日より、TOKYO MXにて『これからはパ・リーグだ!』の司会を務めていたため、月曜日から日曜日まで全ての曜日でTOKYO MXの生放送の司会を務めることとなり、全く休みのない状態が続いていた。
2012年3月31日『5時に夢中!サタデー』において『5時に夢中!』および姉妹番組である同番組の司会を卒業。最後の挨拶で、アメリカへ行くという噂 を否定、4月からのスケジュールは白紙同然であると述べて共演者らの笑いを誘った。
2013年2月8日、TBSテレビ『爆報! THE フライデー』に出演した際、アラフォーの一般人女性と2013年1月23日に結婚したことを明らかにした。
2017年4月3日より2019年9月まで、福島放送の夕方帯番組『福島まるごとライブ ヨジデス』司会を担当。
2019年4月29日、長男誕生。
2019年にレギュラー番組がなくなり収入が激減。自由が丘にある体操教室のサポートスタッフとして勤務、幼児体操指導の資格を取得して指導にあたる。
2025年1月から幼児体操教室「アクティブキッズPE」を運営している。また、英会話が得意であることを活かし、東京アメリカンクラブで幼児体操の主指導を行っている。

## 人物

### エピソード
- 父が建てた実家の間取りを二世帯住居仕様に改築して妻と息子、妹と共に住んでいる[4]。2010年まで障害を持ったダルメシアンを飼っていたが、母の死から7日後にその愛犬も亡くしている[6][7][8]。

- 趣味はゴルフ、音楽鑑賞、米国映画鑑賞、ダンス[9]。幼い頃から野球を習っていたこともあり体を動かすことが好きである。特技は英会話。

## 家族

### 逸見家
- 祖父・政一
- 祖母・福子
- 叔父（政孝の弟）・憲治 - 1980年にスキルス胃癌で死去。32歳没。

（大阪府大阪市、東京都）
- 父・政孝（フリーアナウンサー、元フジテレビアナウンサー、タレント、司会者）
- 母・晴恵

2010年10月25日には5時に夢中!番組内で、母・晴恵が肺胞蛋白症のために死去したことを報告した。太郎は「私事ですが報告がございます」と切り出し、「私の母が先週21日、木曜日なんですが、他界いたしました。身内で葬儀、告別式をとりおこないまして、皆様からのお気遣いの言葉を頂戴いたしました」と報告。続いて、「生前、これといって親孝行は、何してやったっていうのことがないですが、とにかく、この『5時に夢中!』の司会に決まったとき、誰よりも喜んでくれた母でした。それが唯一の親孝行だったのかなと。ちょっぴりですが、安堵しております」と涙声で述べ、「皆様の心遣いに本当に感謝しております」と頭を下げた。「すみません。ちょっとシンミリしてしまいましたね。というわけで、お時間来ましたが。皆さん、元気にいきましょう。また明日、お会いしましょう」と声を大きくして視聴者に呼びかけた。
- 妹・愛（女優、タレント）
- 妻
- 長男・2019年4月に誕生[12]。

## 主な出演作品

### テレビドラマ
- ブラザーズ（1998年、フジテレビ）
- Shin-D「おしおきシスターズ」（1998年、日本テレビ）
- じんべえ（1998年、フジテレビ）
- プリズンホテル（1999年、テレビ朝日）
- OUT〜妻たちの犯罪〜（1999年、フジテレビ）
- リミット もしも、わが子が…（2000年、読売テレビ）
- FNSソフト工場「ビデオレター 渇き」（2001年、北海道文化放送）
- 女と愛とミステリー「顔のない女」（2001年、テレビ東京）
- 新宿鮫 氷舞（2002年、NHK）
- 江戸前鮨職人 きららの仕事（2005年、TBS）
- マイ☆ボス マイ☆ヒーロー（2006年、日本テレビ）
- みこん六姉妹（2006年、中部日本放送） - 高山拳
- スワンの馬鹿! 〜こづかい3万円の恋〜（2007年、関西テレビ） - 半田俊哉

### バラエティ・情報番組
- クイズ世界はSHOW by ショーバイ!!逸見さんにささげる逸見さんスペシャル（1994年1月5日、日本テレビ）
- 筋肉番付（2000年、TBS）
- ロズウェル・ファンタジー紀行（2001年、NHK）
- 関口宏の東京フレンドパークII（2006年10月16日、TBS）
- 踊る!さんま御殿!!（2007年9月18日、日本テレビ）
- 日本史サスペンス劇場（2008年6月18日、日本テレビ） - 日道（日潤）
- 5時に夢中!（2009年1月5日 - 2012年3月30日、TOKYO MX） - 5代目司会
- 5時に夢中!サタデー（2011年4月2日 - 2012年3月31日、TOKYO MX） - 司会
- オーラの泉お盆SP 天国からのメッセージ（2009年8月15日、テレビ朝日）
- 中居正広の金曜日のスマたちへ（2010年、TBS）
- これからはパ・リーグだ!（2011年5月1日 - 11月13日、TOKYO MX） - 司会
- クイズプレゼンバラエティー Qさま!!（2011年8月1日、テレビ朝日）
- 天才!志村どうぶつ園（2011年10月15日、日本テレビ）
- 超タイムショック 芸能人最強クイズ王決定戦SP13（2011年12月21日、テレビ朝日）
- 祝!日本一!ホークススペシャル（2011年12月30日、TOKYO MX） - 司会
- 生島ヒロシのおはよう定食・生島ヒロシのおはよう一直線（2012年1月3日、TBSラジオ） - パーソナリティ（生島ヒロシの代役）
- ライムスター宇多丸のウィークエンド・シャッフル（2012年4月14日、TBSラジオ）
- 松村邦洋と逸見太郎と増田みのりのラジオビバリー昼ズ（2012年6月22日、ニッポン放送） - パーソナリティ（高田文夫の代役）
- 緊急検証!日本の怪村 〜絶対に行ってはいけない村がそこにある〜（2012年8月18日、ファミリー劇場） - 司会
- 有吉ジャポン（2012年7月13日 - 2014年3月21日、TBSテレビ）－　レギュラー
- 爆報! THE フライデー（2013年2月8日、TBSテレビ）
- ドラゴンレディ（2013年2月10日、フジテレビ）
- 緊急検証!最真・終末予言 〜絶対に当たってはいけない地球滅亡の日〜（2013年5月10日、ファミリー劇場） - 司会
- 緊急検証!幽霊との出会い方 〜いま、霊に会いにゆきます〜（2013年8月17日、ファミリー劇場） - 司会
- 緊急検証!宇宙人地球侵略史 〜振り返ればヤツ（宇宙人）がいた〜（2013年10月14日、ファミリー劇場） - 司会
- 緊急検証!2014年度版 超新約黙示録 〜第1回 紅白オカルト合戦〜（2013年12月13日、ファミリー劇場） - 司会
- 緊急検証!未確認生物の飼い方 〜前略・ご主人様 UMA（ぼく）はここにいるよ〜（2014年5月10日、ファミリー劇場） - 司会
- 行列のできる法律相談所（2014年6月8日、日本テレビ）
- 緊急検証!ヒトラーは生きている! 〜ネバーエンディング我が闘争ストーリー〜（2014年6月28日、ファミリー劇場） - 司会
- 緊急検証!オカルトリカルワールド茨城 〜北関東超ふしぎ発見!〜（2014年7月12日、ファミリー劇場） - 司会
- 緊急来日!ユリ・ゲラーVS矢追純一超常記者会見（2014年8月27日、ファミリー劇場） - 司会
- 福島まるごとライブ ヨジデス（2017年4月3日 -2019年9月28日、福島放送） - 司会
- 緊急検証！2020年版超新約黙示録－第6回紅白オカルト合戦－（2019年12月31日、ファミリー劇場） - 司会

### ラジオ
- 逸見太郎のいつも買うたろう!!（ラジオ大阪）
- パックンたまご（2011年11月13日 - 2014年3月27日、MBSラジオ）
- ザ・ヒットスタジオ〜レッツゴーヤンヤン〜（2014年4月4日 - 2015年3月27日、MBSラジオ）
- 逸見太郎・小池可奈のはつらつ放送部（2015年9月28日 - 2016年11月2日、ラジオ大阪）
- Changeの瞬間 〜がんサバイバーストーリー〜 （2021年7月4日・11日、朝日放送ラジオ）[13]

### 映画
- HANA-BI（1998年）
- 東京☆ざんす（2001年）
- 緊急検証! THE MOVIE ネッシーvsノストラダムスvsユリ・ゲラー（2019年1月11日、東北新社）[14]

### オリジナルビデオ
- 実録シリーズ
  - 実録・日本ヤクザ抗争史 鯨道5 侠骨（2001年）
  - 実録・日本ヤクザ抗争史 鯨道6 侠骨 完結篇（2001年）
  - 実録・日本ヤクザ抗争史 鯨道7 伝説のヤクザ・武闘烈伝（2001年）
  - 実録・鯨道8 瀬戸内戦争「道後白昼市街戦」矢嶋長次（2001年）
  - 実録・日本やくざ列伝 義戦（2001年）全2作 - 横江利雄
    - 実録・日本やくざ列伝 義戦 昇龍篇（2001年）
    - 実録・日本やくざ列伝 義戦 Vol.2 昇華篇（2001年）

  - 実録・九州やくざ抗争史 LB熊本刑務所 侠牙（2002年）
  - 実録・九州やくざ抗争史 LB熊本刑務所 Vol.2 義絶盃（2002年） - 佐世保 関和会代貸 吉岡末義
- 隠忍術 しのび（2002年-2003年）
  - 隠忍術 しのび（2002年）
  - 隠忍術 しのび 弐（2002年）
  - 隠忍術 しのび 参（2002年）
  - 隠忍術 しのび 四 殺戮の終末（2003年）

### 舞台
- 同期の桜-君にめぐり逢いたい-（2006年、東京・九段会館）
- 仇討物語 でんでん虫（2007年、東京・明治座）
- 旅立ち〜足寄より〜（2012年、東京・草月ホール / 2013年、全国7都市）
- WORLD（2013年、東京・シアター1010）

## 演じた俳優
- 河相我聞 - 1994年放送のフジテレビ系「金曜エンタテイメント 逸見政孝物語」。